# Villalbilla de Burgos
Villalbilla de Burgos est un municipio (municipalité ou canton) situé dans le Nord de l’Espagne, dans la comarca (comté ou pays ou arrondissement) de Alfoz de Burgos (es) dans la Communauté autonome de Castille-et-León, province de Burgos. C'est aussi le nom de la localité chef-lieu du municipio.
La population du municipio était de 1003 habitants en 2010.
La localité de Villalbilla de Burgos est une halte sur le Camino francés du Pèlerinage de Saint-Jacques-de-Compostelle.

## Géographie

### Localités limitrophes
| Nord-ouest Tardajos                 | Nord Burgos                             | Nord-est Burgos                           |
| Ouest San Mamés de Burgos et Buniel |                                         | Est Burgos                                |
| Sud-ouest Buniel                    | Sud Albillos et Villagonzalo Pedernales | Sud-est Burgos et Villagonzalo Pedernales |

## Démographie
| 1991 |  | 1996 |  | 2001 |  | 2004 |  | 2006 |  | 2010  |
| ---- |  | ---- |  | ---- |  | ---- |  | ---- |  | ----- |
| 554  |  | 651  |  | 720  |  | 819  |  | 846  |  | 1 003 |

2019 5000 habitantes

## Culture et patrimoine

### Le Pèlerinage de Compostelle
Par le Camino francés du Pèlerinage de Saint-Jacques-de-Compostelle, le chemin vient de la ville de Burgos.
La prochaine halte est Tardajos, dans le municipio du même nom.

## Sources et références
- (es) Cet article est partiellement ou en totalité issu de l’article de Wikipédia en espagnol intitulé « Villalbilla de Burgos » (voir la liste des auteurs).
- Grégoire, J.-Y. & Laborde-Balen, L. , « Le Chemin de Saint-Jacques en Espagne - De Saint-Jean-Pied-de-Port à Compostelle - Guide pratique du pèlerin », Rando Éditions, mars 2006,  (ISBN 2-84182-224-9)
- « Camino de Santiago St-Jean-Pied-de-Port - Santiago de Compostela », Michelin et Cie, Manufacture Française des Pneumatiques Michelin, Paris, 2009,  (ISBN 978-2-06-714805-5)
- « Le Chemin de Saint-Jacques Carte Routière », Junta de Castilla y León, Editorial Everest